# Poison Lips
Poison Lips – drugi album w karierze Nic Endo i pierwszy nagrany pod pseudonimem She-Satellites i wydany w 1999 roku przez Geist Records. Album zawiera cover utworu „Brazilian Sun” Sun Ra.

## Lista utworów
1. „Beyond and Back” – 4:23
2. „The Funeral” – 3:40
3. „No-Satellites” – 2:29
4. „Blue Excess” – 2:35
5. „Poison Lips” – 3:11
6. „Strip-Japanese” – 2:27
7. „The New Deal” – 3:58
8. „Saturn Eclipse on 101” – 3:58
9. „Death Wish” – 4:57
10. „Brazilian Sun” – 4:12
11. „Brazilian Sun Part 2" – 4:03
12. „Sweet Indulgent Liquid” – 3:22
13. „Black Cyclone” – 4:22